# Albert Hackett
Albert Hackett (16 de febrero de 1900-16 de marzo de 1995) fue un dramaturgo y guionista y actor cinematográfico de nacionalidad estadounidense, conocido por su trabajo en colaboración con su esposa, Frances Goodrich.

## Biografía
Su nombre completo era Albert Maurice Hackett, y nació en Nueva York, Estados Unidos, siendo sus padres la actriz Florence Hackett  y Maurice Hackett. Estudió en la Professional Children's School, iniciando su carrera artística como actor infantil teatral y cinematográfico. Su hermano fue el actor Raymond Hackett, y su padrastro el también actor cinematográfico Arthur V. Johnson, que se casó con su madre hacia el año 1910. Su cuñada fue Blanche Sweet, que durante un tiempo estuvo casada con Raymond.
Poco después de casarse con la guionista Frances Goodrich, la pareja fue a Hollywood a finales de los años 1920 para escribir la adaptación a la pantalla de su éxito teatral Up Pops the Devil, que rodó Paramount Pictures. En 1933 fueron contratados por MGM, permaneciendo con ese estudio hasta el año 1939. Entre sus primeros proyectos figuraba el guion de La cena de los acusados (1934). El director W. S. Van Dyke les animó a utilizar el texto de Dashiell Hammett únicamente como base de la historia, debiéndose concentrar en incluir ingeniosos cambios en los principales personajes, Nick y Nora Charles (interpretados por William Powell y Myrna Loy). La película fue uno de los mayores éxitos del año, y el guion fue considerado revolucionario. Sin embargo, su éxito se debió a que el film fue escrito y estrenado antes de la entrada en vigor del Código Hays, el cual censuró las producciones rodadas desde mediados de 1934 hasta principios de los años 1960. Las siguientes películas interpretadas por los dos personajes no obtuvieron el mismo resultado.
El matrimonio Hackett fue nominado al Óscar al mejor guion adaptado por las películas La cena de los acusados, After the Thin Man (1936), El padre de la novia (1950) y Siete novias para siete hermanos (1955). Ganaron el premio del Sindicato de Guionistas de Estados Unidos por Easter Parade (1949), Father's Little Dividend (1951), Siete novias para siete hermanos (1954) y El diario de Ana Frank (1959), siendo nominados al premio por In the Good Old Summertime (1949), El padre de la novia (1950) y The Long, Long Trailer (1954). Además, consiguieron el Premio Pulitzer de Teatro y el premio del círculo de críticos dramáticos de Nueva York por su obra teatral El diario de Ana Frank.
Albert Hackett falleció en Nueva York en 1995.

## Filmografía

### Guionista
- 1931 : Up Pops the Devil
- 1933 : The secret of Madame Blanche
- 1933 : Penthouse
- 1934 : Fugitive Lovers, de Richard Boleslawski
- 1934 : La cena de los acusados
- 1934 : Hide-Out
- 1934 : Chained
- 1935 : Naughty Marietta
- 1935 : Ah, Wilderness!
- 1936 : Rose-Marie
- 1936 : Small Town Girl
- 1936 : After the Thin Man
- 1937 : The Firefly
- 1939 : Society Lawyer, de Edwin L. Marin
- 1939 : Another Thin Man
- 1944 : Lady in the dark
- 1944 : The Hitler Gang
- 1946 : The Virginian
- 1946 : Qué bello es vivir
- 1948 : Summer Holiday
- 1948 : El pirata
- 1948 : Easter Parade
- 1949 : In the Good Old Summertime
- 1950 : El padre de la novia
- 1951 : Father's Little Dividend
- 1951 : Too Young to Kiss
- 1954 : Give a Girl a Break
- 1954 : The Long, Long Trailer
- 1954 : Siete novias para siete hermanos
- 1956 : Gaby
- 1958 : A Certain Smile
- 1959 : El diario de Ana Frank
- 1962 : Five Finger Exercise
- 1991 : Father of the Bride

### Actor
- 1912 : A College Girl
- 1912 : The Violin's Message
- 1912 : The Wooden Bowl
- 1912 : The Spoiled Child
- 1912 : Just Pretending
- 1912 : Two Boys
- 1913 : Annie Rowley's Fortune
- 1913 : The School Principal
- 1915 : The House Party
- 1915 : Black Fear
- 1917 : The Boy Who Cried Wolf, or The Story of a Boy Scout
- 1918 : The Venus Model, de Clarence G. Badger
- 1919 : Come Out of the Kitchen
- 1919 : The Career of Katherine Bush
- 1919 : Anne of Green Gables
- 1920 : Away Goes Prudence
- 1920 : The Good-Bad Wife
- 1921 : Molly O'
- 1922 : The Country Flapper
- 1922 : A Woman's Woman
- 1922 : The Darling of the Rich
- 1930 : Whoopee!

## Premios y distinciones
Premios Óscar
| Año  | Categoría        | Película                         | Resultado |
| ---- | ---------------- | -------------------------------- | --------- |
| 1935 | Mejor adaptación | La cena de los acusados          | Nominado  |
| 1937 | Mejor guion      | Ella, él y Asta                  | Nominado  |
| 1951 | Mejor guion      | El padre de la novia             | Nominado  |
| 1955 | Mejor guion      | Siete novias para siete hermanos | Nominado  |